# Grewia rhombifolia
Grewia rhombifolia är en malvaväxtart som beskrevs av Ryozo Kanehira och Sasaki. Grewia rhombifolia ingår i släktet Grewia och familjen malvaväxter. Inga underarter finns listade i Catalogue of Life.